# Episodi di Combat Sergeant
La prima e unica stagione della serie televisiva Combat Sergeant è andata in onda negli Stati Uniti dal 29 giugno 1956 al 27 settembre 1956 sulla ABC.
| nº | Titolo originale        | Prima TV USA      |
| -- | ----------------------- | ----------------- |
| 1  | Flight to Enternity     | 29 giugno 1956    |
| 2  | Pass Into Danger        | 6 luglio 1956     |
| 3  | Mission to Mademoiselle | 13 luglio 1956    |
| 4  | Destined for Death      | 20 luglio 1956    |
| 5  | East of Algiers         | 27 luglio 1956    |
| 6  | Destruction at Dawn     | 3 agosto 1956     |
| 7  | Desert Vengeance        | 10 agosto 1956    |
| 8  | Fatal Hours             | 17 agosto 1956    |
| 9  | Dark Alleys of Algiers  | 24 agosto 1956    |
| 10 | All Faces West          | 31 agosto 1956    |
| 11 | Desert Falcon           | 13 settembre 1956 |
| 12 | Terrors of Arabia       | 20 settembre 1956 |
| 13 | Trap of the Killers     | 27 settembre 1956 |

## Flight to Enternity
- Prima televisiva: 29 giugno 1956

### Trama
- Guest star: Bill Slack (Kruger), Robert R. Stephenson (Burgwald), Clark Howat (Ritchie)

## Pass Into Danger
- Prima televisiva: 6 luglio 1956

### Trama
- Guest star: Carleton Young (Morris)

## Mission to Mademoiselle
- Prima televisiva: 13 luglio 1956

### Trama
- Guest star: Jan Arvan (Corday), Eilene Janssen (Jeanne), Mauritz Hugo (Tauber)

## Destined for Death
- Prima televisiva: 20 luglio 1956

### Trama
- Guest star: James Bell, Harry Harvey Jr., Roger McGee

## East of Algiers
- Prima televisiva: 27 luglio 1956

### Trama
- Guest star: Dennis Dengate, Harold Dyrenforth, Leonard Mudie

## Destruction at Dawn
- Prima televisiva: 3 agosto 1956

### Trama
- Guest star: Benny Bartlett, John Hedloe, Alvy Moore (Corbett), William Schallert

## Desert Vengeance
- Prima televisiva: 10 agosto 1956

### Trama
- Guest star: Sailor Vincent

## Fatal Hours
- Prima televisiva: 17 agosto 1956

### Trama
- Guest star: Edward Colebrook, Nestor Paiva

## Dark Alleys of Algiers
- Prima televisiva: 24 agosto 1956

### Trama
- Guest star: Mara Corday (Nono), Billy Wayne (Johnson), Harry Lauter (Spaddle)

## All Faces West
- Prima televisiva: 31 agosto 1956

### Trama
- Guest star: Jon Shepodd, Lee Miller, Harold Goodwin, Roy Whaley

## Desert Falcon
- Prima televisiva: 13 settembre 1956

### Trama
- Guest star: George Hoffermann Jr. (Martin), Bob Ohlen (Thompson)

## Terrors of Arabia
- Prima televisiva: 20 settembre 1956

### Trama
- Guest star: George Khoury (Spola)

## Trap of the Killers
- Prima televisiva: 27 settembre 1956

### Trama
- Guest star: Russ Conway (Bascomb)